# Radpanzer 90

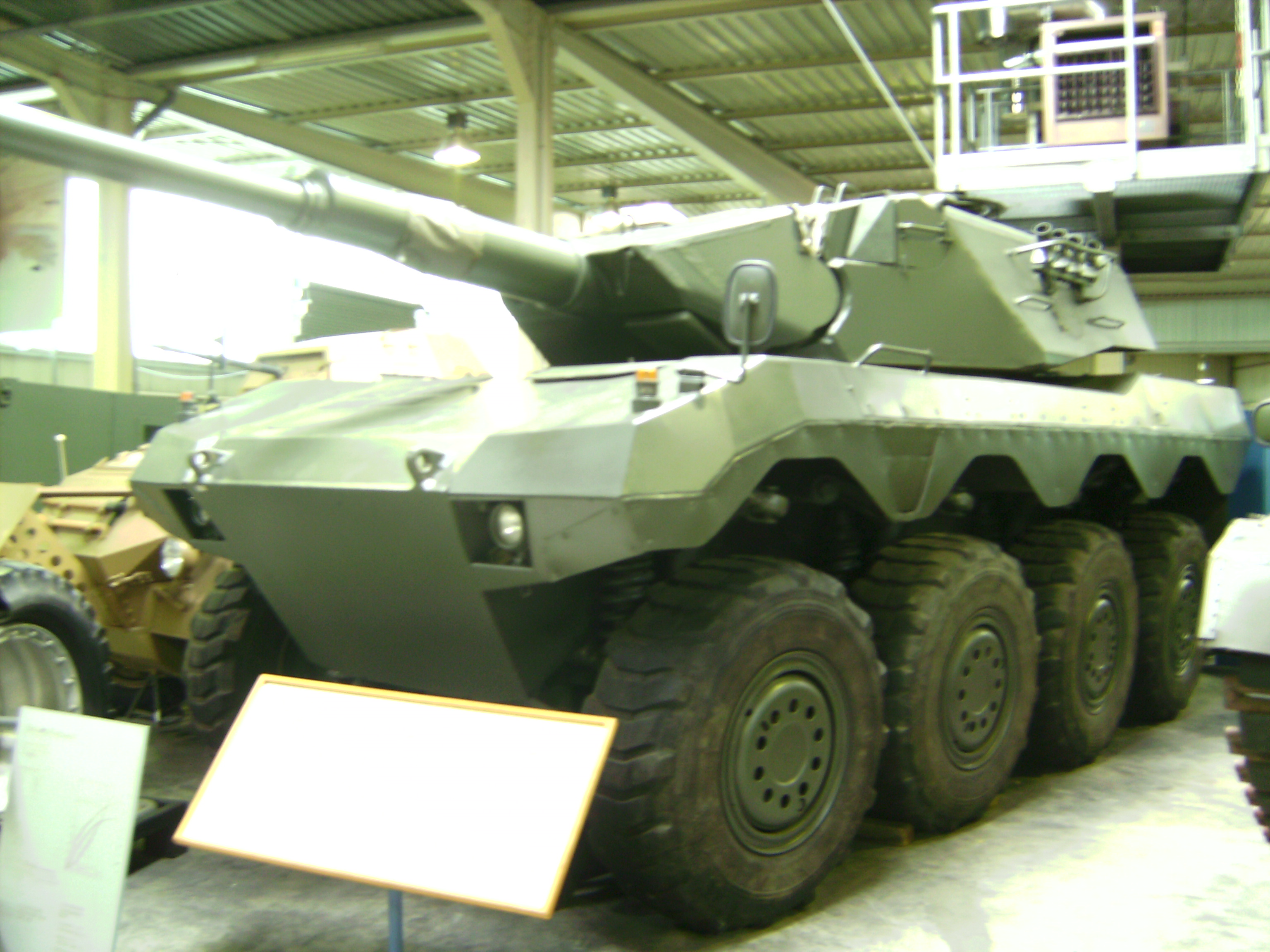
Radpanzer 90 in der letzten Phase mit dem Turm des Leopard 1A3

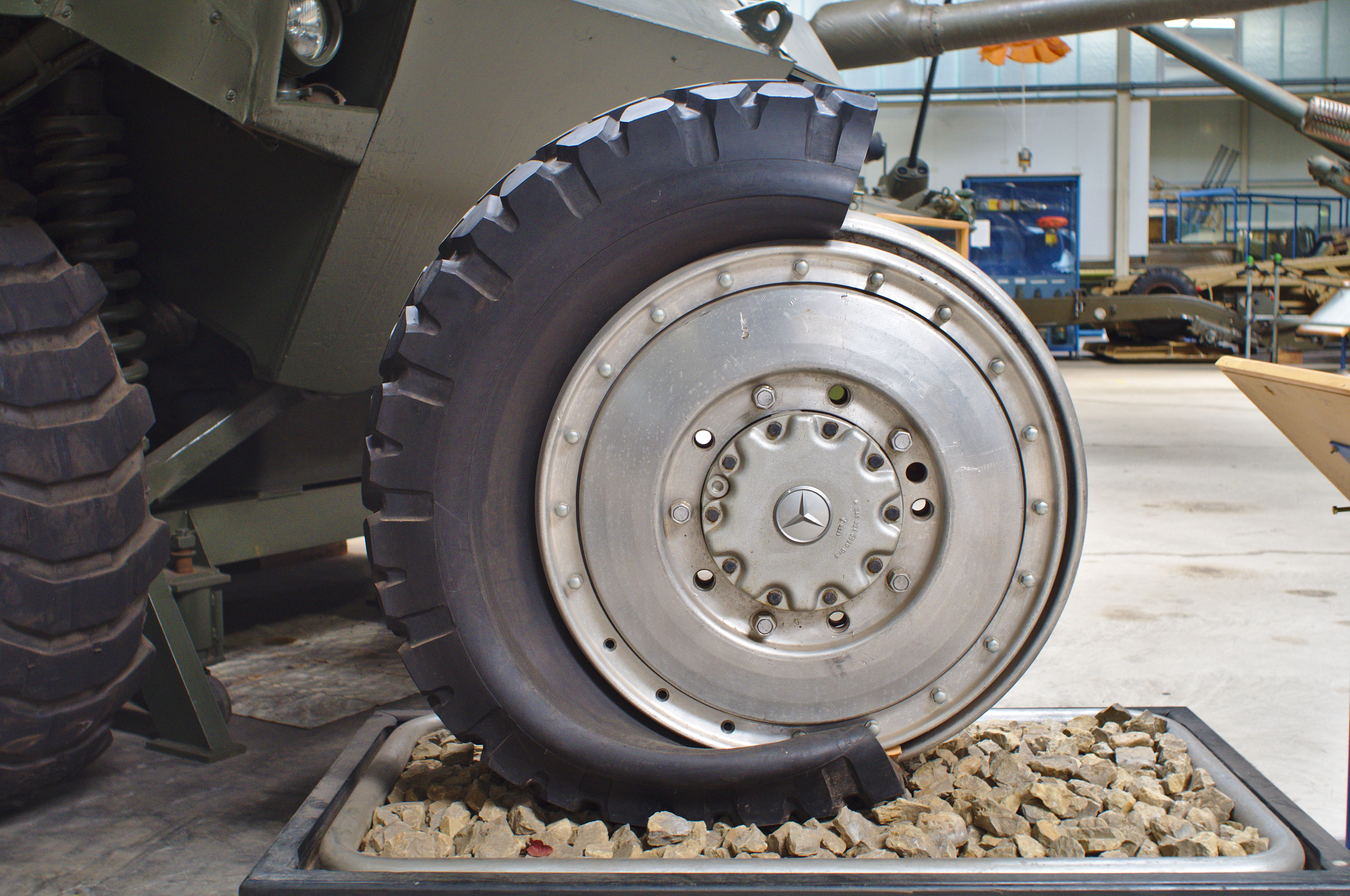
CTS-Gefechtsrad des Radpanzers 90 in der Wehrtechnischen Studiensammlung Koblenz

Der Radpanzer 90 ist der Prototyp eines achträdrigen Kampffahrzeuges (Radpanzer), der von Daimler-Benz im Auftrag des Bundesministeriums der Verteidigung entwickelt und gebaut wurde.

## Entwicklung
Gute Leistungen der sich im Truppengebrauch befindlichen gepanzerten Radfahrzeuge Spähpanzer Luchs und Transportpanzer Fuchs, (sowie auch der diesbezüglichen positiven Erfahrungen anderer Ländern mit typenähnlichen Fahrzeugen z. B. AMX-10 RC) veranlassten das Verteidigungsministerium in den frühen 1980er Jahren, die Daimler-Benz AG mit dem Bau eines gepanzerten Rad-Kampffahrzeuges zu beauftragen. Entsprechende Studien hatten bis dahin ergeben, dass es technisch möglich sein würde, einen Kampfwagen/Kampfpanzer der 1990er Jahre mit ausreichender Bewaffnung und Panzerschutz auf einem Radfahrgestell zu konstruieren. Das Gefechtsgewicht sollte bei etwa 30 Tonnen liegen, auf die Schwimmfähigkeit wurde verzichtet.
Daimler-Benz entwickelte und baute ab Ende 1983 das zunächst „Demonstrationsfahrzeug Rad“ und später „Experimentalfahrzeug Rad (8×8)“ genannte Fahrzeug, dessen letzter Name dann „Radpanzer 90“ lautete.
Das Grundmodell entsprach der geforderten seriennahen Gestaltung. Es verfügte über einen Antriebsblock im Heck, Einzelradaufhängung und war für die Aufnahme des Turms des Leopard 1 A3 Kampfpanzers vorbereitet. Zum Antrieb sollten Baugruppen des Spähpanzers Luchs Verwendung finden.
Als Bereifung wurde das von der Continental AG entwickelte und erstmals 1969 vorgestellte spezielle Rad mit erweiterten Notlaufeigenschaften eingesetzt. Das Bundesamt für Wehrtechnik und Beschaffung beauftragte das Unternehmen daher
mit der Erstellung eines Konzepts auf der Basis der bereits bestehenden Entwicklung des Conti Reifen Systems CRS, das später die Bezeichnung CTS erhielt. Die ursprünglich für den zivilen Einsatz vorgesehene Entwicklung sollte aufgrund ihrer Notlaufeigenschaften ein Reserverad überflüssig machen. Durch eine spezielle Konstruktion der Felge war es möglich, dem Reifengürtel bei Luftverlust eine innere Lauffläche zu geben, die nicht zu einer schnellen Zerstörung der Karkasse beim Fahren mit drucklosem Reifen führt. Die Erprobung dieser Reifen am Experimentalfahrzeug Radpanzer 90 bei der Wehrtechnischen Dienststelle 41 verliefen vielversprechend. Eine Weiterentwicklung und Einführung der Bereifung erfolgte jedoch nicht.

## Ergebnisse
Die Versuchsergebnisse des Radpanzer 90 flossen in die Untersuchungen im Rahmen des Experimentierprogramms „Versuchsträger gepanzertes Transport-Kraftfahrzeug mit integriertem Gesamtschutz“ ein, aus dem sich dann der GTK Boxer entwickelte.

## Verbleib
Der Prototyp befindet sich heute in der Wehrtechnischen Studiensammlung in Koblenz. Bei dem aufgesetzten Turm handelt es sich um ein Vorserienmodell (ab Muster T-02) des Kampfpanzer Leopard 2, der wahrscheinlich nicht funktionsfähig ist und nur der Darstellung dient.

## Technische Daten
- Fahrzeugart: Gepanzertes, geländegängiges Kampffahrzeug auf Rädern
- Entwickler/Hersteller: Daimler-Benz
- Baujahr: 1986
- Stückzahl: 1 Prototyp

- Maßangaben:

Länge: 7100 mm
Höhe: 2160 mm
Breite: 2980 mm
Wendekreis 2-Achs Lenkung: 23 m
Wendekreis 4-Achs Lenkung: 12 m
Gesamtgewicht: 30.760 kg
Leistungsgewicht: 19,1 kW/t (26 PS/t)
Bodenfreiheit: 455 mm
Steigfähigkeit: 60 %
Höchstgeschwindigkeit: 100 km/h
Tankinhalt: 300 l
Fahrbereich: k. A.
Besatzung: 4
- Antrieb:

Motor: 12 Zylinder Viertakt V Dieselmotor DB OM 444LA mit Abgasturbolader und Ladeluftkühler
Leistung: 610 kW (830 PS)
Hubraum: 21.931 cm³
Kühlung: Flüssigkeitsgekühlt
Schaltgetriebe: Renk Hydrodynamisches Planetengetriebe
Gänge: 6/1
Kupplung: Hydrodynamischer Drehmomentwandler mit Überbrückungskupplung
Verteilergetriebe: Differentialsperre 100 % – unter Last schaltbar
Achsgetriebe: Differentialsperre 100 % – unter Last schaltbar
Radkopf: Planetengetriebe, Reifendruckregelanlage
Kraftübertragung: Allrad permanent
- Fahrgestell:

Chassis: Selbsttragende Panzerwanne
Federung: Schraubenfedern mit Endanschlag
Lenkung: Zweikreis-Zahnstangen-Hydrolenkung auf 1. und 2. oder alle 4 Achsen
Betriebsbremse: Trommelbremsen, hydraulisch betätigte Zweikreis-Pumpenspeicherbremsanlage
Reifen mit Notlaufeigenschaft: 17,5 R 25 oder Conti CTS 405/65 R 775

## Belege
- Wehrtechnische Studiensammlung Koblenz – ausführliche Informationstafeln am ausgestellten Prototyp Inventarnummer 27614